# Danny McNamara (football)
Danny John McNamara, né le 27 décembre 1998 à Sidcup, est un footballeur irlandais. Il évolue au poste de défenseur au sein du club de Millwall.

## Biographie
En juillet 2017, il signe son premier contrat professionnel avec le club de Millwall.